# Охотник (фильм, 2011)
«Охотник» (англ. The Hunter) — кинофильм режиссёра Дэниэла Неттхейма, вышедший на экраны в 2011 году. Экранизация одноименного романа Джулии Ли.

## Сюжет
Профессиональный охотник Мартин Дэвид получает секретное задание добыть на Тасмании «тасманийского тигра», считающегося давно вымершим. Заказчиком выступает военная биотехнологическая компания «Красный лист», которая хочет использовать биологические образцы для производства нового вида оружия. Считается, что животное, которое якобы видели в лесах, выделяет некий токсин, убивающий его жертв и именно он заинтересовал учёных компании. Мартин должен поймать тигра и, по возможности, убить все оставшиеся экземпляры, чтобы они не достались конкурентам.
Мартин прибывает на остров и поселяется в доме Люси Армстронг, живущей со своими детьми — Сасс и Байк. Муж Люси, также занимавшийся поисками тигра, исчез год назад при невыясненных обстоятельствах. Люси наркозависима, её подкармливает лекарствами один из жителей городка Джек Минди, присматривающий за семьёй. Дети растут, предоставленные самим себе. Мартин Дэвид отправляется в буш и через несколько дней обнаруживает признаки присутствия тасманийского тигра. Также он находит останки человека и по его вещам догадывается, что это погибший муж Люси. Он расставляет ловушки и возвращается назад. Мартин приводит в порядок заброшенный дом, привязывается к детям и узнаёт, что Байк что-то знает о тигре и месте его обитания. Он получает ключ к поискам логова хищника. Люси тем временем приходит в себя. Мартин приглашает её и детей на пикник, но в последний момент ему дают знать, что заказчик недоволен его поведением и требует ускорить поиски.
Мартин возвращается назад в буш, но у логова тигра его останавливает другой охотник, нанятый корпорацией. Мартину удаётся заманить в капкан и убить конкурента. Он поспешно возвращается в город, но поздно. Джек Минди сообщает ему, что Люси и Сасс убиты неизвестными, а Байк остался полным сиротой и будет отправлен в другую семью. Мартин снова идёт в буш и обнаруживает экземпляр тасманийского тигра. Он расстреливает и кремирует животное. Вернувшись в город, он находит в школе одинокого Байка.

## В ролях
- Уиллем Дефо — Мартин Дэвид
- Фрэнсис О'Коннор — Люси Армстронг
- Сэм Нилл — Джек Минди
- Моргана Дейвис — Сасс Армстронг
- Финн Вудлок — Байк Армстронг
- Каллэн Мулвей — охотник-конкурент
- Салливан Степлтон — Дуг

## Награды и номинации
- 2012 — две премии Австралийского института кино за лучшую операторскую работу (Роберт Хамфрис) и за лучшую оригинальную музыку (Эндрю Ланкастер, Майкл Лира, Маттео Зингалес), а также 12 номинаций: лучший фильм (Винсент Шихан), режиссура (Дэниел Неттхайм), адаптированный сценарий (Элис Эддисон), актер (Уиллем Дефо), актриса (Фрэнсис О’Коннор), актер второго плана (Сэм Нил), актриса второго плана (Моргана Дейвис), работа художника (Стивен Джонс-Эванс), костюмы (Эмили Сересин), звук, визуальные эффекты, премия «Выбор членов института».